# Fontanelle (Montichiari)
Fontanelle è una località situata a sud di Montichiari, sulla strada che conduce a Carpenedolo.

## Monumenti e luoghi di interesse
- Santuario di Rosa Mistica